# Cratere Creel
Creel  è un cratere sulla superficie di Marte.